# Cocconotus vittifrons
Cocconotus vittifrons är en insektsart som först beskrevs av Walker, F. 1871.  Cocconotus vittifrons ingår i släktet Cocconotus och familjen vårtbitare. Inga underarter finns listade i Catalogue of Life.